# (8983) Раяказакова
(8983) Раяказакова (лат. Rayakazakova) — типичный астероид главного пояса, открыт 13 марта 1977 года советским астрономом Николаем Черных в Крымской астрофизической обсерватории и 2 сентября 2001 года назван в честь советского и российского учёного в области прикладной математики и небесной механики Раисы Казаковой.

## Обнаружение и именование
(8983) Раяказакова
Открыт 13 марта 1977 года в Крымской астрофизической обсерватории Н. С. Черных.
Раиса Константиновна Казакова — специалист по небесной механике Института прикладной математики имени Келдыша. Участвовала в работах по теории и расчёту орбит искусственных спутников и траекторий полёта космических аппаратов к Луне и планетам.
Оригинальный текст (англ.)8983 Rayakazakova
Discovered 1977 Mar. 13 by N. S. Chernykh at the Crimean Astrophysical Observatory.
Raisa Konstantinovna Kazakova is a celestial mechanician at the Keldysh Institute of Applied Mathematics. She participated in work on the theory and calculation of the orbits of artificial satellites and the trajectories of spacecraft to the moon and planets.
Источники: 20010902/MPCPages.arc; M.P.C. 43381.

## Орбита

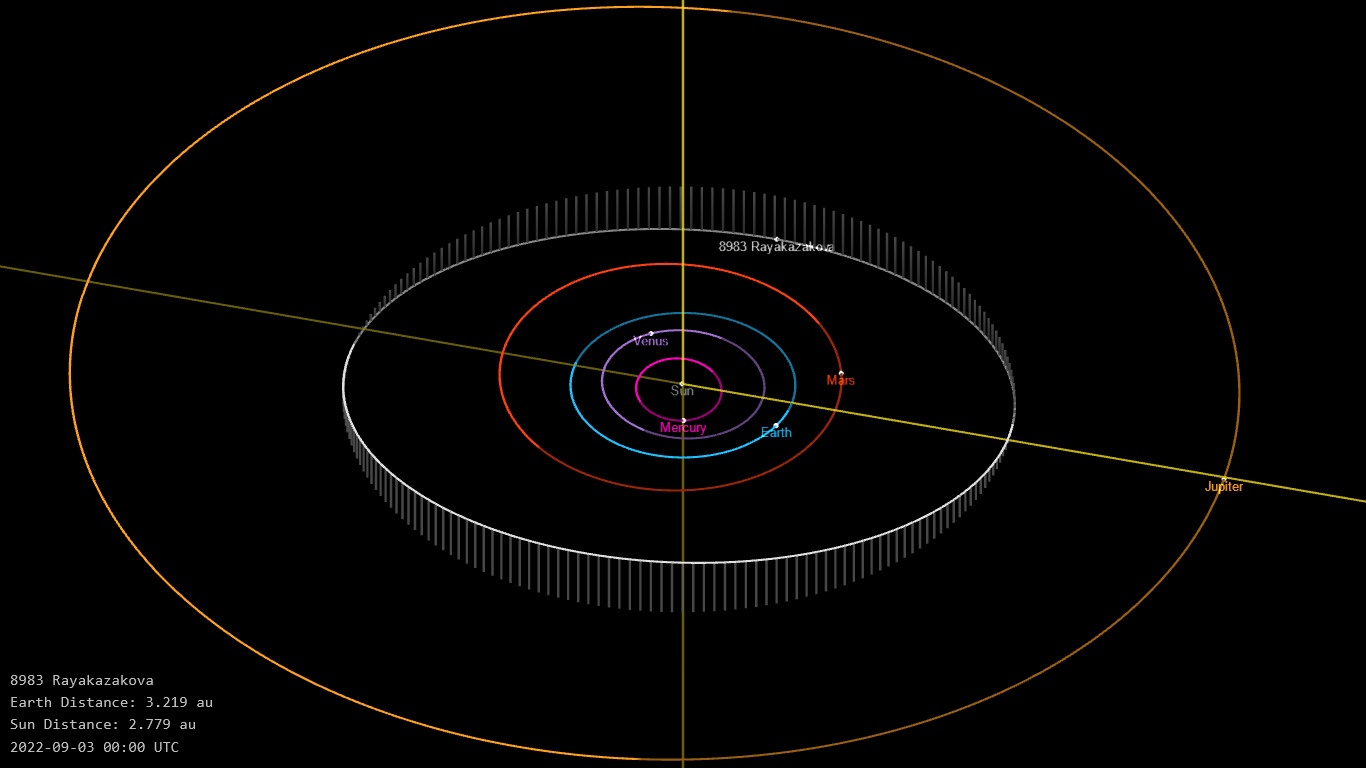
Орбита астероида Раяказакова и его положение в Солнечной системе

## Физические характеристики
Астероид относится к таксономическому классу K.
По результатам наблюдений в видимом и ближнем инфракрасном диапазоне космического телескопа NEOWISE диаметр астероида оценивался равным 11,822±0,211 км. Согласно тем же источникам альбедо оценивается как 0,2003±0,0398 и 0,200±0,040.